# Casa Pía de la Aprobación

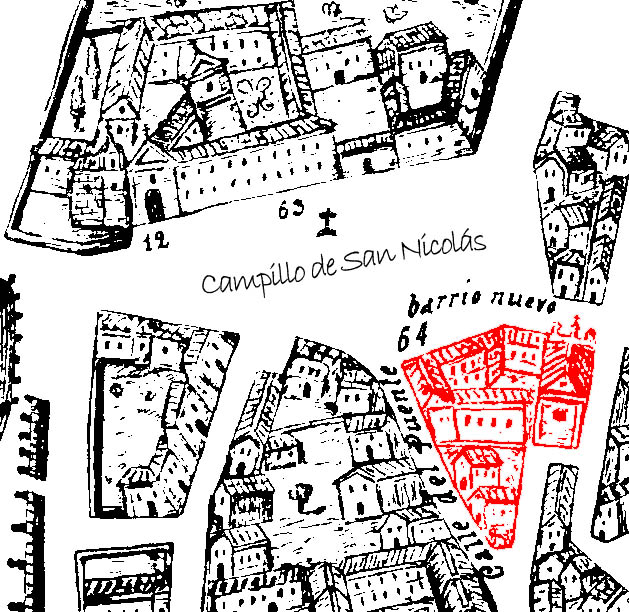
Información parcial del plano de Ventura Seco (1738). Señalado en rojo el edificio ya desaparecido de la Casa Pía de la Aprobación

La Casa Pía de la Aprobación fue un establecimiento benéfico destinado a dar amparo a aquellas mujeres prostitutas que, voluntariamente o bien inducidas por terceras personas, querían cambiar su modo de vida para finalmente entrar en un convento, pudiendo elegir también otras opciones. También sirvió de cárcel para las mujeres gitanas debido a que no les eran válidas para remar en galeras.  Se fundó en la ciudad de Valladolid (España) durante la última década del siglo XVI, en unos terrenos situados en el entonces Campillo de San Nicolás —conocido después como plaza de San Nicolás—. Su principal impulsora y protectora fue Magdalena de San Jerónimo, una mujer muy religiosa y muy apreciada en la corte de Felipe II y Felipe III. La Casa Pía se fue manteniendo con algunos altibajos, como tal casa de  arrepentidas hasta el año 1812 momento en que las dos únicas monjas residentes pasaron a vivir al convento de Santa Catalina. Sin embargo el edificio quedó en pie albergando sucesivamente otros destinos hasta su ruina total y derribo en 1932. En 1956, en su solar a la sazón raso y sin vestigio alguno se construyó el colegio público de Isabel la Católica que todavía subsiste.
El edificio llamado Casa Pía de la Aprobación —su recuerdo y su historia— pasó a formar parte del  Patrimonio Desaparecido de Valladolid. Algunos de los enseres y obras de arte de su iglesia están localizados, formando parte del patrimonio disperso de Valladolid.

## Distintos nombres a lo largo del tiempo
Tanto de manera oficial como popular, el establecimiento tuvo a lo largo de su vida diferentes nombres, incluso se llegó a definir como convento, cuando en realidad nunca lo fue e incluso así se advierte en sus constituciones de 1594.

En ningún tiempo ha de haber en la Casa Pía de Santa María Magdalena o de la Aprobación más de tres religiosas y no se podrá hacer allí monasterio.

- Casa Pía de la Aprobación
- Casa Pía de Santa María Magdalena
- Convento de la Aprobación[nota 1]
- Edificio de las Arrepentidas, denominación de los organismos civiles y del propio pueblo en el siglo XX
- Convento de la Probación[4]
- Casa Religiosa de las Roponas

## Contexto y antecedentes históricos

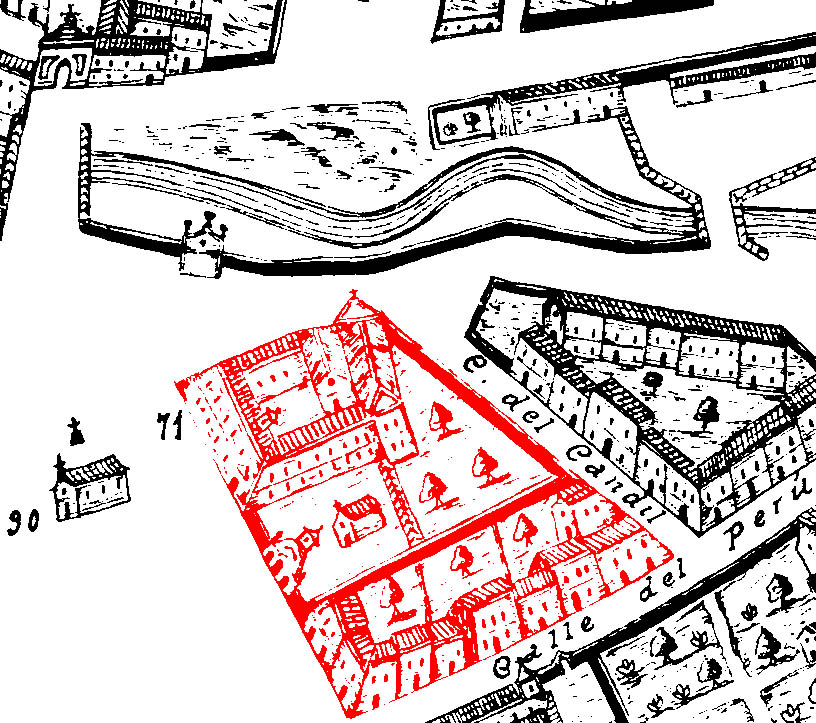
Recorte sobre el plano de Valladolid de 1738, de Ventura Seco. En rojo puede verse el edificio del Hospital de la Resurrección ocupado anteriormente por la mancebía de la ciudad.

Durante el siglo XIV y siguientes la prostitución en Valladolid era tolerada y estaba regulada por las autoridades. Existían casas públicas custodiadas y regidas por el Ayuntamiento o por instituciones particulares e incluso religiosas que imponían sus normas a seguir. De esta manera se tenía controlado, en bien de la salud pública, un oficio considerado necesario para la sociedad. Una de las mancebías más importantes fue la situada en el espacio del Campo Grande, fuera del Arco de Santiago o Puerta del Campo, que fue desmantelada en 1553 para dejar paso al edificio del Hospital de la Resurrección, en cuyo solar se levantó más tarde la casa modernista llamada Casa Mantilla, edificio que se conserva.
Cuando Felipe III trasladó la Corte a Valladolid movió consigo grupos de ciudadanos de toda clase y condición, desde los oficios más ilustres hasta los más bajos entre los que se encontraban las prostitutas; este colectivo amplió en gran número la población ya existente. El problema se agravó cuando corrió la noticia de que la mayoría de estas mujeres estaban enfermas «de llagas y males contaxiosos», problema que alertó a los alcaldes de Casa y Corte que tuvieron que intervenir en pro de la salud pública; el cirujano de la cárcel, según costumbre, inspeccionó la prostitución legal y consentida entregando los consiguientes informes para tomar medidas. Uno de los mandatos pregonado decía:

... no se bisiten otras mugeres ningunas de las ordinarias del barranco y la casa pública que se suelen bisitar, en ninguna manera...

Es decir, que se visitaran sólo aquellas que estaban bajo control, las de la calle del Barranco y las de la casa pública reconocida.
En esta época  se distinguía entre las cortesanas enamoradas —mujer pública que vive en su propia casa y sólo acepta regalos—, mujeres cantoneras —que no forman parte de la mancebía y viven en casas privadas que rige una alcahueta— mujeres públicas que son las únicas aceptadas de forma legal. La preocupación por el destino y régimen de vida de estas mujeres prostitutas no legalizadas, tanto desde un punto de vista de moral religiosa como de problema social, cundió entre personas principales que decidieron hacer algo positivo al respecto.

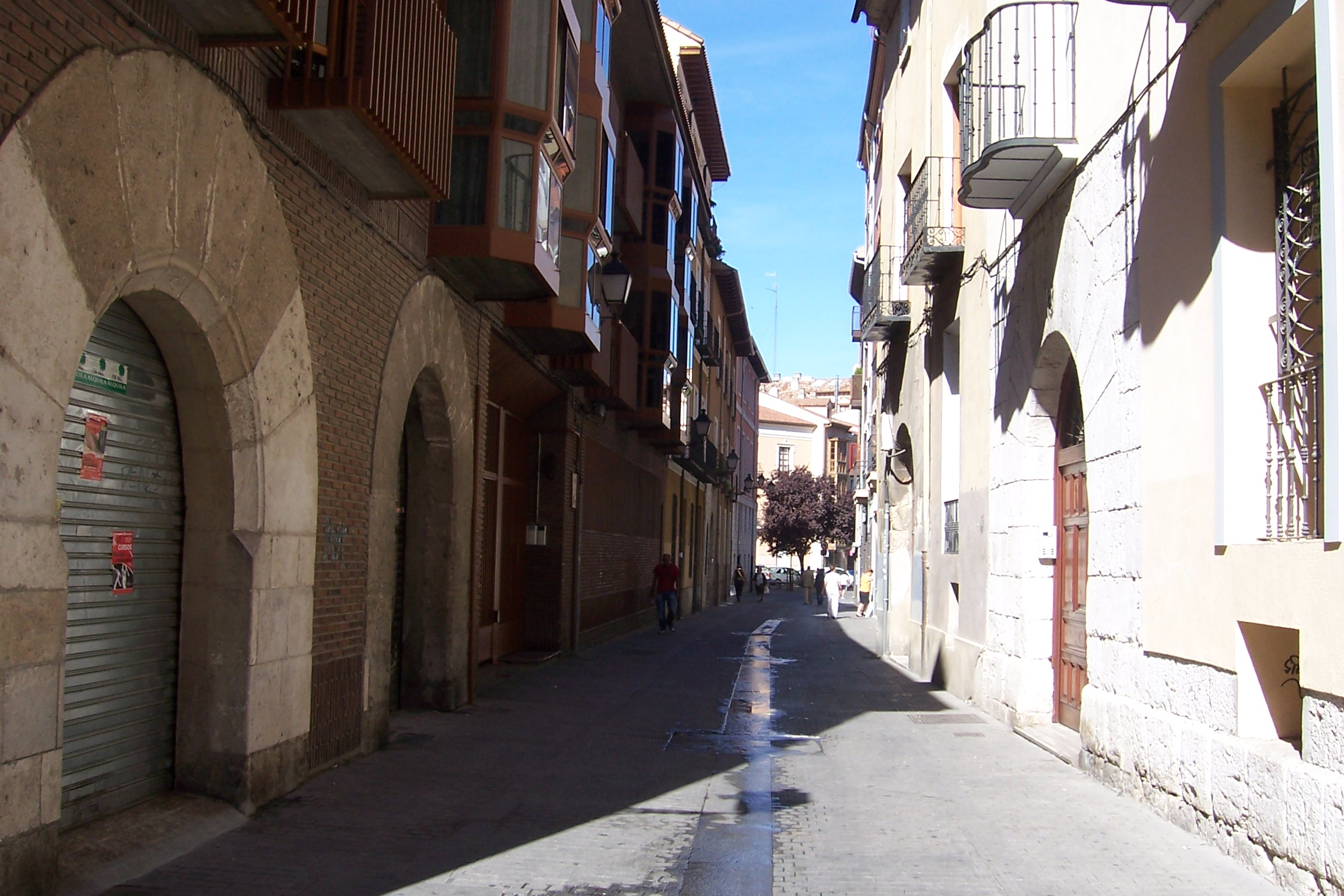
Calle de Francos (después calle de Juan Mambrilla). Todavía se conservan en esta calle portalones con dovelas de los siglos y.

El origen de la institución de la Casa Pía está en la calle de Francos, durante el reinado de Carlos I de España. El predicador dominico R.P.F. Bernardino de Minaya vio la necesidad de recoger aquellas prostitutas que, al parecer, querían cambiar de vida y no tenían dónde ir y casi ni podían alimentarse. Para ello pidió ayuda al licenciado Medrano que proporcionó una casa en la calle de Francos —actual calle de Juan Mambrilla— donde fueron admitidas algunas recogidas desde el año 1530. Estaban asistidas por la comunidad dominica del convento de San Pablo, y quedó la casa constituida en régimen de convento a partir de 1540. Desde el principio tuvo buena acogida por parte del vecindario que ofreció su ayuda desinteresada. Pero al cabo del tiempo la casa se quedó pequeña y ante este problema buscaron amparo en la Corte, respondiendo positivamente el emperador Carlos y su hijo Felipe que despacharon una petición al Ayuntamiento de Valladolid para que se ocupara del asunto. El Ayuntamiento proporcionó un solar próximo a la puerta de Teresa Gil —puerta de la muralla—, en el Campillo de San Andrés,  —actual plaza de España—, más otro espacio que es la actual plaza de Madrid, y otro que es ahora la calle de Divina Pastora más la calle Panaderos. Teresa de Zúñiga, señora principal, donó además unos terrenos contiguos. Enseguida comenzaron las obras del convento con su iglesia, que tomó el nombre de San Felipe de la Penitencia; se le consagró a San Felipe en agradecimiento a las gestiones hechas por Felipe II. 

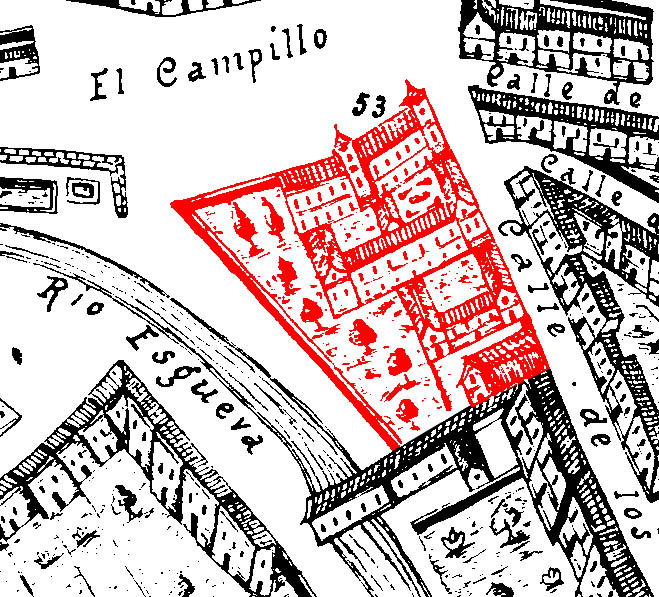
Recorte sobre el plano de Valladolid de 1738, de Ventura Seco. En rojo pueden verse los edificios que componían el monasterio o convento de San Felipe de la Penitencia, en el lugar llamado Campillo (que es la Plaza de España actual).

En 1541 ya estaba terminado el edificio y se verificó el traslado desde la calle de Francos. La primera priora fue María de Acuña, enviada desde el monasterio Sancti Spiritus el Real de la ciudad de Toro. Desde el primer momento, allá en la casa de la calle de Francos, Magdalena de Ulloa, mujer de Luis Quijada se interesó por el proyecto siendo la bienhechora principal. San Felipe de la Penitencia representó para ella una causa social muy importante y llegó a donar una renta anual de 1.000 ducados más unas tierras de labranza que rentaban bastante. Las condiciones para poder disfrutar de estas donaciones eran que se recibiesen como monjas en este convento sólo aquellas mujeres que demostraran arrepentimiento y vocación.

[...] que siendo seglares y estando en el siglo, ubiesen faltado algun tiempo en el camino de la salbación, por incontinencia, y fuesen a la dicha casa y monasterio con deseo de servir a nuestro Señor y hacer enmienda y penitencia de sus pecados.

Si no se cumplía este requisito, las donaciones pasarían al colegio jesuita de San Luis en Villagarcía de Campos, institución fundada tiempo atrás por la propia Magdalena de Ulloa. Por estas cuestiones se vio la necesidad de crear un centro que sirviera de conexión, donde las mujeres prostitutas que se decían arrepentidas pasaran unas pruebas de contrición antes de ser enviadas como monjas a San Felipe. Magdalena de Ulloa estuvo muy interesada en este proyecto y lo trató con  el prior de San Pablo y los padres fray Hernando del Castillo y fray Antonio de Arce, en 1589.

Y porque en esta villa se ha fundado y elegido (sic) en la casa pía de Santa María Magdalena, en la parroquia de san Nicolás, regida y administrada por la cofradía de Santa María Magdalena, que por yndustria de Magdalena de san Gerónimo  se a fundado, a donde se recojen las mugeres  herradas yncontinentes; nos a parecido de conformidad que se nombre y señale la dicha casa ara que en ella estén y sean recojidas las dichas mugeres y biban en ella, según sus constituciones de la dicha casa y cofradía […] para que desde allí bayan al dicho monasterio de san Phelipe  a recibir el ávito y profesión de monjas.

### Casa Pía de la Aprobación. Evolución
En efecto, en 1573 Magdalena de San Jerónimo había fundado en el Campillo de San Nicolás, una casa Pía bajo la advocación de Santa María Magdalena que pasó a llamarse Casa Pía de la Aprobación o de Santa María Magdalena. En 1588 hubo la necesidad de ampliar el establecimiento para lo que Magdalena de San Jerónimo compró a Suero de Quiñones unas casas en muy mal estado. Para poder finalizar las obras fundó un censo de 600 ducados junto con Juana de Acosta.
En 1592 tuvo lugar el legado testamentario de Isabel Díez, vecina de Valladolid y persona muy rica. Sus deseos fueron que se aplicara el remanente de su testamento en una obra de caridad u hospital, con tal de que fuera algo permanente; los testamentarios pensaron que el objetivo bien podía ser esta Casa Pía, alegando que:

La Casa Pía de la Aprobación de Santa María Magdalena, sita en la colación de San Nicolás que fundó la Madre Magdalena de San Jerónimo, es fundación para remedio de almas y de los cuerpos y gran bien de la República, creemos que Doña Isabel se hallara presente se holgara que obra tan santa fuera ayudada con el remanente de sus bienes.

La donación llevaba consigo una serie de condiciones a seguir que fueron aprobadas el 9 de agosto de ese mismo año por el abad de Valladolid. A cambio del refuerzo económico otorgado, los testamentarios se reservaban el gobierno de la casa, el derecho a nombrar patrones y trabajadores, el de redactar nuevas constituciones, el derecho al enterramiento de Isabel Díez y sus maridos —a la sazón enterrados en la iglesia de la Antigua—. También  se nombrarían nuevos capellanes; se estipulaba lo que había que rezar, dónde y cuando, amén de otros puntos. Como consecuencia de tanto cambio y tanta intervención ajena, pasado un tiempo —en 1594— Magdalena de San Jerónimo renunció a sus derechos y obligaciones, aunque dejó sus bienes y usufructos como ayuda para la institución. Tras su ausencia, los testamentarios buscaron para el gobierno de la casa a tres religiosas y en septiembre de 1595 entraron tres dominicas: Sor María de San Bernardo como priora; Sor Laureana de la Concepción como maestra; Sor Antonia del Nacimiento como portera. Estas tres monjas tomaron posesión solemnemente, con procesión a la que asistieron curas, beneficiados, algunas cofradías y el Regimiento de la villa. Sin embargo la cofradía llamada del Amor de Dios y de Santa María Magdalena, la que se había ocupado desde los comienzos en buscar y asistir  a estas mujeres prostitutas fue relegada a segundo lugar por los testamentarios. Los cofrades decidieron renunciar a sus derechos pero esto trajo consigo muchos problemas por lo que los testamentarios quisieron llegar a un acuerdo: la cofradía seguiría siendo la encargada de presentar ante el prior de San Pablo las mujeres descarriadas que, a su juicio, debían ingresar en la casa Pía.

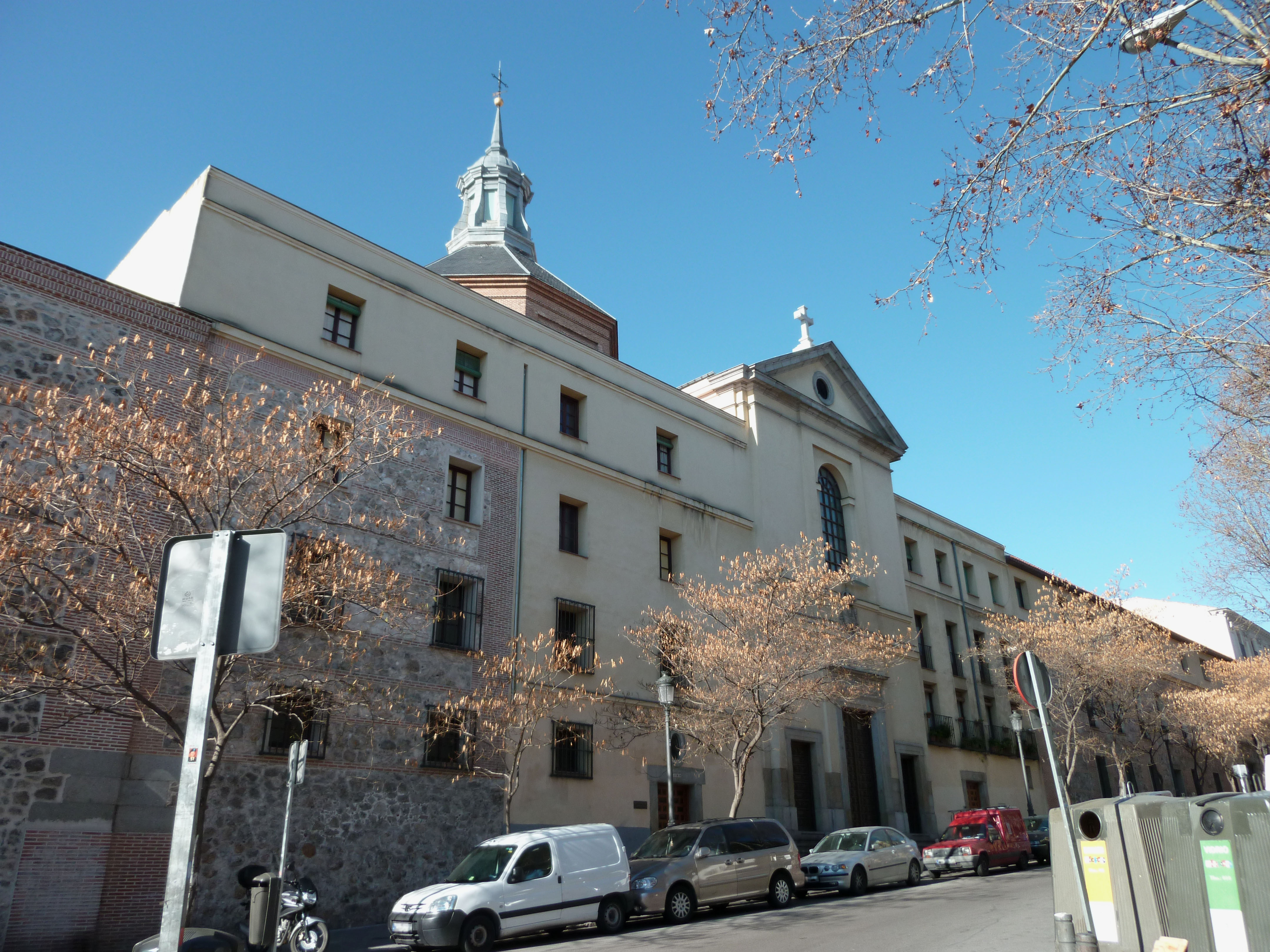
Real Monasterio de Santa Isabel, anteriormente Casa de Recogimiento de Santa Isabel.

Por su parte Magdalena de San Jerónimo se trasladó a Madrid para ocuparse de otra obra pía encomendada por el rey Felipe III: Casa de Recogimiento de Santa Isabel de niñas huérfanas y desvalidas. En octubre de 1598 se integró como gobernanta de la servidumbre en el séquito de la infanta Isabel Clara Eugenia que marchaba a Flandes como gobernadora. En junio de 1604 regresó a Valladolid portadora de reliquias muy valiosas entre las que se encontraban los cuerpo de algunos mártires de la legión tebana, el cuerpo de San Pascual y otras pertenecientes a Santa Susana —compañera de Santa Úrsula— y varias cabezas de las Once Mil Vírgenes, todo lo cual fue entregado como regalo y para custodia en la Casa Pía de la Aprobación.
Entre 1604 y 1605 la situación económica de la casa tuvo un declive apreciable. Magdalena de San Jerónimo que por encima de todo amaba la institución actuó nuevamente para su rescate. Pidió al rey su intervención y éste dispuso un mando por el cual la casa Pía cobraría un cuarto de cada entrada o asistencia a las comedias de Valladolid. Además mandó al Ayuntamiento, Justicia y Regimiento de Valladolid que se encargasen de esta institución como patronos, junto al prior de San Pablo. El 13 de marzo de 1605 se firmaron nuevas constituciones y acuerdos con Magdalena de San Jerónimo; es en el punto 40 donde se dice que «... nunca podrá ser monasterio ni convento...». En los puntos 29, 33 y 35 principalmente se restituye la autoridad de los cofrades dando a su vez unas cuantas normas a seguir. El punto 53 resume la preocupación en torno a la herencia ya muy disminuida de Isabel Díez:

Que las cargas puestas sobre el remanente de los bienes de Dña. Isabel Díez se quiten o se reduzcan a lo más justo según provisión que haga el Rey y su Consejo sobre ello.

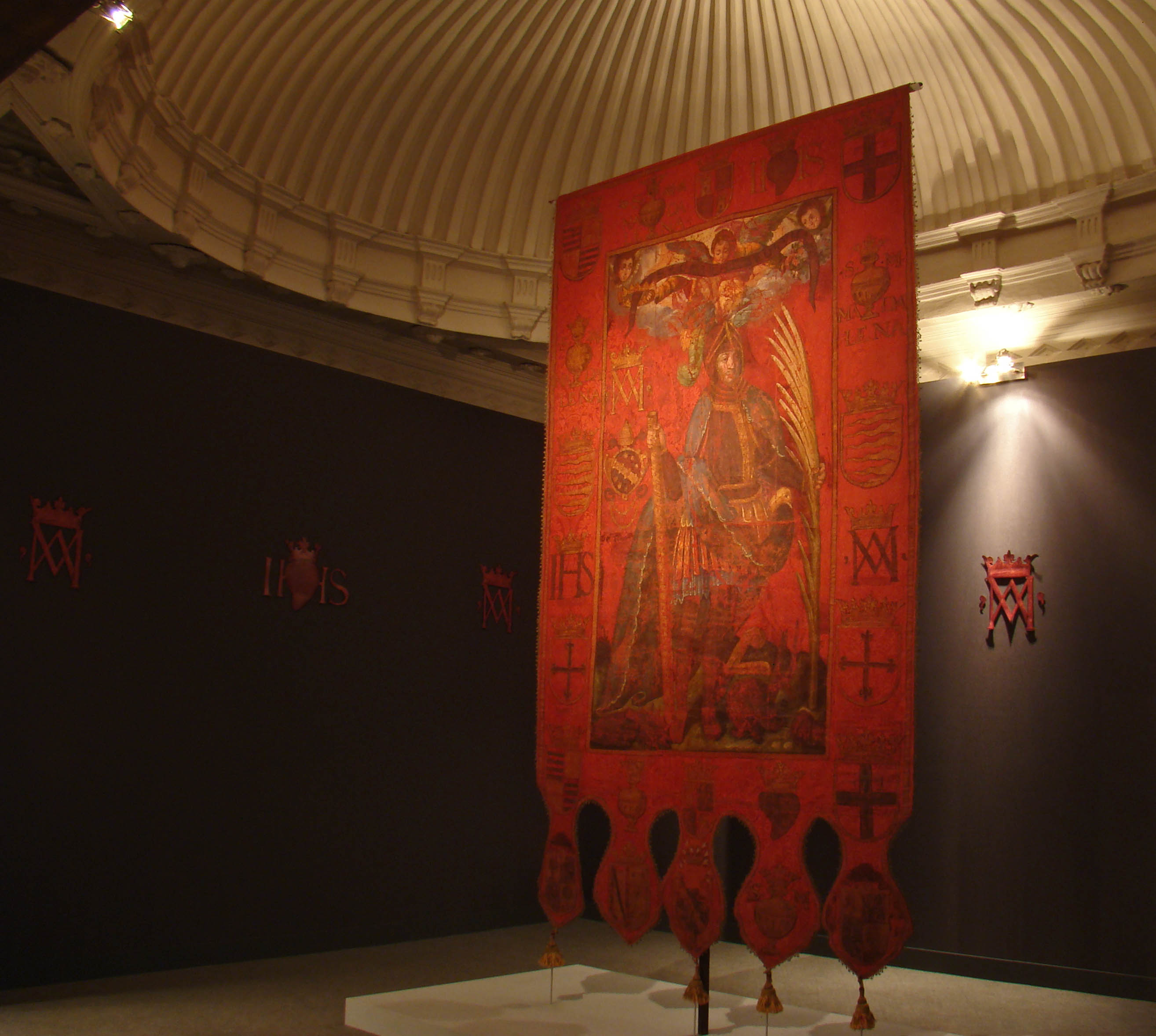
Confalón o estandarte de San Mauricio, jefe de la legión tebana de Roma, mártir cristiano que se encuentra custodiado en el Museo de Valladolid. Fue confeccionado con motivo de la gran procesión que hubo en esta ciudad para trasladar desde la Casa Pía de la Aprobación a la catedral las reliquias de santos tebanos.

En esa misma fecha Magdalena de San Jerónimo dio a conocer su donación particular desinteresada:
- Las casas compradas a Suero de Quiñones y transformadas después. Sus escrituras.
- 20 000 ladrillos y 20 fanegas de cal viva para las obras necesarias.
- Todas las reliquias de su propiedad descritas e inventariadas ante escribano.
- Todas las bulas obtenidas.
- Diversos lienzos con sus marcos.
- Imágenes de devoción.
- Objetos litúrgicos comprados por ella.
- Un confalón o estandarte de San Mauricio que procesionó el 22 de septiembre de 1604 cuando trasladaron a la catedral los cuerpos de los mártires tebanos.

Todo esto bien detallado y documentado. El prior de San Pablo, el regidor del Ayuntamiento y un hermano mayor lo recibieron y aceptaron y se hicieron responsables bajo juramento.
Fin de la institución
En los documentos con fecha de 8 de julio de 1810 se nombra esta fundación como Convento de Probación, consagrado a Santa María Magdalena. Se notifica además que en ese momento habitan dos religiosas y dos mujeres a prueba y que las dos religiosas ocupan su tiempo en cuidar de las arrepentidas, coser, hilar la lana y otros trabajos necesarios. Dos años más tarde el Gobierno Español ordenó el traslado de estas mujeres al convento de Santa Catalina de Valladolid, dejando libre el edificio para ser ocupado como hospital de españoles, a pesar de las protestas elevadas por los patronos de la Casa Pía que demostraron que los Estatutos y Constituciones prohibían dar al centro otra finalidad y en caso de que tal suceda, los fondos debían ir a Madrid o a Segovia a instituciones similares. Pero no se atendió la protesta y el edificio fue cambiando su función con los años dando cobijo al cuartel de la Guardia Civil, depósito de caballos sementales del Ejército, parque de Policía Municipal —en 1930— Servicios Municipales —en 1930—, viviendas de empleados municipales y depósito de agua. En 1956, en su solar, se construyó un colegio público.

### Régimen de vida
En la Casa Pía entraban mujeres públicas que decían tener arrepentimiento por su vida anterior. Tenían que vestirse con sayal ordinario de lana y practicar la oración y la penitencia. Tras un espacio de pruebas y si demostraban un verdadero arrepentimiento podían pasar al convento de San Felipe de la Penitencia en calidad de monjas obligadas a cumplir los votos. Tenían estas mujeres otras opciones que eran, el matrimonio, colocarse como criadas en determinadas casas o regresar a sus pueblos de origen.

## Arquitectura de los edificios
Los comienzos de la institución fueron en una casa de pobre construcción situada en lo que llamaban Campillo de San Nicolás por encontrarse allí la iglesia de San Nicolás cuya fundación se debió al conde Ansúrez y a su esposa Eylo; todo ello cercano al puente Mayor sobre el río Pisuerga. En agosto de 1588 Magdalena de San Jerónimo tuvo la ocasión de ampliar el espacio comprando unas casas bastante viejas a Suero de Quiñones por valor de 1.600 ducados para lo cual tuvo que pedir un préstamo e incluso hipotecar dichas casas. Pero años más tarde, en 1596, como la vivienda resultaba incómoda y mal aprovechada fue preciso hacer obras. Se construyó un nuevo edificio de tres plantas —se decía cuartos—, sótanos —se llamaban también cantinas—; se añadió un claustro con segundo piso. Esto en cuanto al grueso del edificio principal, pero, según los documentos guardados en el Archivo Histórico Provincial de Valladolid hubo una serie de obras auxiliares y necesarias. Estos legajos lo describen todo con mucho detalle y gracias a estas explicaciones el historiador puede hacerse una buena idea de cómo era el edificio o los edificios y cómo estaban fabricados. He aquí una pequeña muestra:
- «Una pared de cantería de buena mampostería que vaya desde la iglesia hasta la casa del nuncio. [Aquí se especifica cómo debe ir el ladrillo, el zócalo, el pavimento y los vanos o huecos].»
- «Una pared traviesa de cantería y mampostería que vaya desde la pared de la calle hasta la nueva calle citada [sic]...»
- «El primer suelo encima de las cantinas de muy buenas vigas madres [...] El segundo suelo de vigas de a veinte y cinco pies de marco de tercia […] Se hará el tercero y cuarto suelo de vigas también de Soria [...] »
- «Escalera principal para subir a todos los cuartos [...] guarnecida, enlucida de yeso cernido por dentro y por fuera...»
- «Un paño de claustro con su sobreclaustro arrimado a este edificio o cuarto con sus responsiones[19] al uno y otro lado para lo venidero [...] con siete arcos con sus pilares cantones con poyo o pedestales de piedra, basas de piedra y el resto del pilar y los arcos de ladrillo. Sobreclaustro de igual forma [...] Una puerta para entrar de la portería al claustro, de piedra las dos primeras hiladas y el resto de ladrillo. Y esto mismo en la puerta de junto al torno y en la puerta que ha de entrar del claustro al refectorio.»
- «Una puerta en lo bajo en la pared traviesa para mandarse [comunicarse] las cantinas unas con otras [...]»
- «Bajada y escalera debajo de la escalera principal [...] para bajar a las cantinas.»
- «Cuatro piezas o celdas en el segundo cuarto con atajos de piedra y yeso y con tabiques de ladrillo; con puertas y ventanas que respondan [den] al sobreclaustro; con los suelos de tres partes de yeso y una de arena; con una chimenea.»

Los trabajos de ampliación y mejora corrieron a cargo del maestro de obras Cristóbal García Mazuecos, vecino de Valladolid. Las trazas fueron de Diego de Praves. El costo fue de 2.800 ducados a pagar en varias veces: 700 ducados al firmarse las escrituras; tres pagos de 525 ducados cada seis meses y el resto al mes siguiente de haber terminado la obra, siempre que se diera por buena.
La iglesia
El 16 de julio de 1607 se firmó la escritura sobre el nuevo edificio de la iglesia. Los firmantes fueron el prior del convento de San Pablo, los regidores del Ayuntamiento patronos de la casa y el maestro de obras y arquitecto ya citado Diego de Praves.
En el BSEAA están reproducidos todos los pormenores de medidas, planos, cimientos, suelo —medio pie más alto que el de la calle—, basas, zócalos —de buena piedra de Cabezón o Castronuevo—, pilares —de ladrillo y cal—, arcos, impostas, ventanas —seis en el cuerpo de la iglesia y crucero—, bóvedas —la de los pies servirá de coro—, altar mayor y dos colaterales —con gradas y peanas de piedra—, ventana con reja en la capilla mayor para oír misa, portada a los pies —con arquitrabe, jambas y dintel jónico, friso y cornisa—, portada a la calleja, puertas de madera para ambas portadas —con buenos clavos bien limados— y muchas explicaciones más.
En cuanto a la ornamentación se sabe que había imágenes de la escuela de Gregorio Fernández y en el centro del retablo estaba la de Santa María Magdalena también de dicha escuela. También había pinturas con el tema de Santa Úrsula y otras vírgenes, de la escuela de Alberto Durero y otra pintura sobre San Antonio Abad. En la capilla mayor estaban las armas el Ayuntamiento de Valladolid y una lápida en que se notificaba su patronazgo.
Derribo

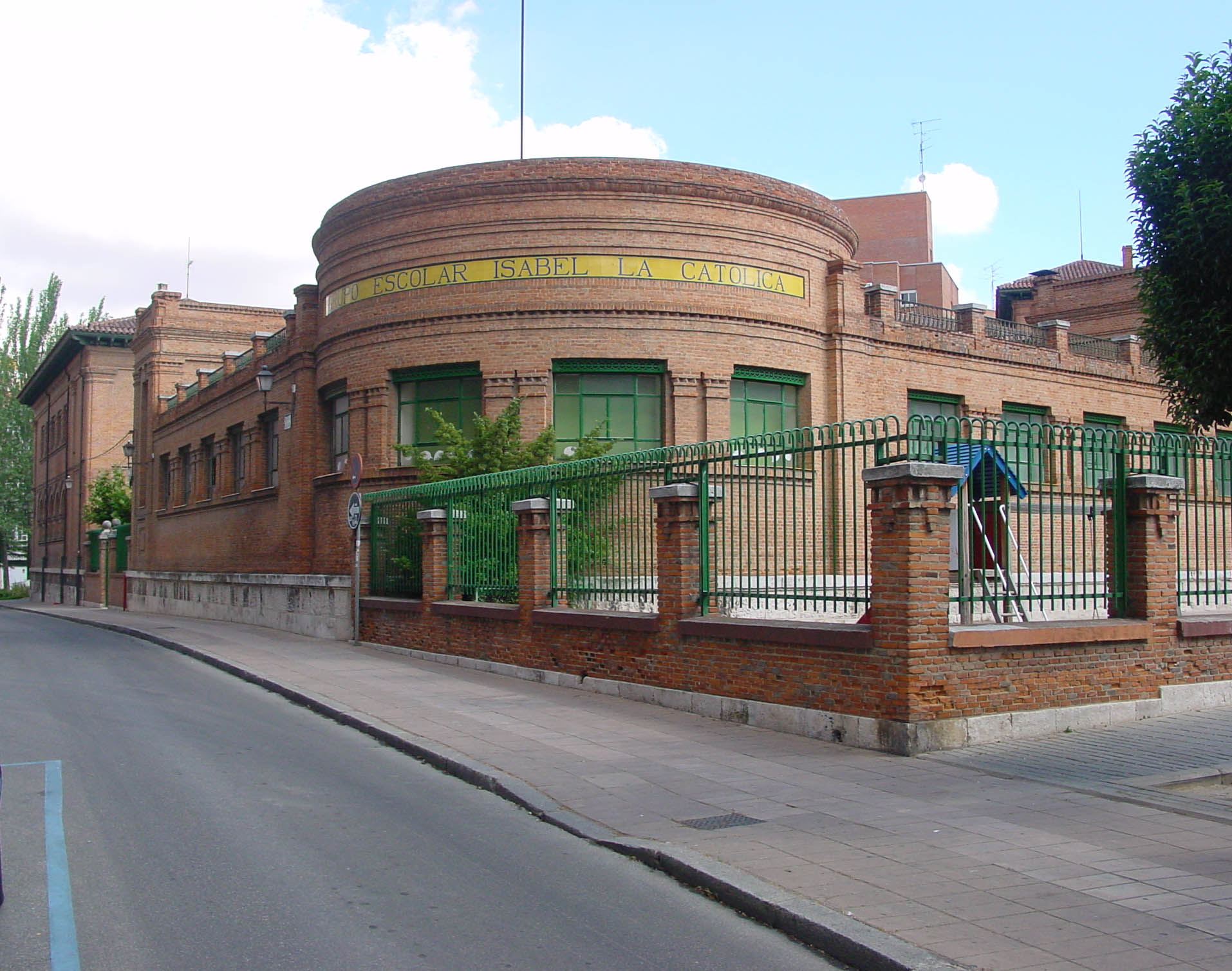
Grupo Escolar Isabel la Católica construido en el solar donde estuvo la Casa Pía de la Aprobación.

A finales del siglo XIX se dio a conocer el estado de ruina en que se hallaba el edificio y entrado el siglo XX la ruina fue acentuándose hasta el punto que el arquitecto municipal Juan Agapito y Revilla, a requerimiento del propio Ayuntamiento, presentó un informe en el que entre otras cosas se decía que no es recomendable la reparación [...] debe ser desalojado y proceder a su derribo lo antes posible. En 1930 todavía servían como vivienda para empleados municipales las habitaciones. El 27 de enero se pidió el desalojo para evitar desgracias pero transcurrieron los meses sin que nadie se moviera. El 25 de agosto de 1930 el Ayuntamiento insistió en el desalojo en el plazo de diez días.
Desde el 1 de junio de 1931 hasta el 26 del mismo mes se publicaron anuncios para admitir propuestas y presupuestos para el derribo, hasta que el 26 se adjudicó el desmonte al ciudadano Julián Varona. El 14 de enero de 1932 quedó un solar raso en el lugar donde había existido la Casa Pía de la Aprobación. El Ministerio de Instrucción Pública y Bellas Artes pidió el solar al Ayuntamiento de Valladolid con el fin de construir un grupo escolar. Se demoró el empeño, llegó la Guerra Civil y la posguerra y hasta 1956 no se terminó el edificio docente, tomando el nombre de Grupo Escolar Isabel la Católica.